# Taj Tsun Vu
To je ime in priimek kitajske osebe; priimek je Vu (吴).
Taj Tsun Vu (poenostavljeno kitajsko: 吴大峻; tradicionalno kitajsko: 吳大峻; pinjin: Wú Dàjùn, kitajsko-ameriški fizik, 1. september 1933, Šanghaj, Kitajska, † 19. julij 2024, Palo Alto, Kalifornija, ZDA.
Vu je deloval na področju uporabne fizike in je najbolj znan po svojih dosežkih na področju visokoenergijske jedrske fizike in statistične mehanike.

## Življenje in delo
Študiral je elektrotehniko na Univerzi Minnesote (University of Minnesota) in leta 1953 sodeloval na Putnamovem tekmovanju (William Lowell Putnam Mathematical Competition). Magistriral in doktoriral je leta 1954 in 1956 iz uporabne fizike na Univerzi Harvard. V dizertaciji se je pod mentorstvom Ronolda Wyetha Percivala Kinga ukvarjal s konceptom impedance in visokofrekvenčnim sipanjem.
Na Harvardu je nadaljeval pot kot mlajši član (junior fellow) (1956–59), leta 1959 postal član fakultete za uporabno fiziko. Trenutno je profesor Gordona McKaya uporabne fizike in profesor fizike. Leta 1966 je bil tudi gostujoči profesor na Univerzi Rockefeller, leta 1971 v raziskovalnem središču fizike delcev DESY v Hamburgu in leta 1977 v CERN v Ženevi in na Univerzi v Utrechtu.
Raziskoval je statistično mehaniko v Bose-Einsteinovi kondenzaciji v zunanjem potencialu, klasično teorijo elektromagnetizma (1960). S Hungom Čengom je uporabil  kvantno teorijo polja za napoved neomejenega povečevanja skupnega sipanja skozi preseke pri zelo visokih energijah, kar so eksperimentalno potrdili v CERN in trkalniku Tevatron. Raziskoval je produkcijske procese za LHC, še posebej napoved produkcijskega preseka Higgsovega delca z nizkim momentom skupaj z dvema naprednima curkoma. S Čen Ningom Jangom je raziskoval kršitev simetrije CP in globalizacijo umeritvene teorije. Raziskoval je kvantno informacijsko procesiranje na podlagi Schrödingerjeve enačbe brez prostorskih razsežnosti pri modeliranju in uporabi kvantnih pomnilnikov.

## Priznanja

### Nagrade
- član Ameriške akademije umetnosti in znanosti (American Academy of Arts and Sciences), 1977
- Humboldtova nagrada 1985
- 1999 Heinemanova nagrada za matematično fiziko skupaj z Barryjem M. McCoyem in Aleksandrom Borisovičem Zamolodčikovom[7]

## Izbrana dela

### Knjige
- The Scattering and Diffraction of Waves (Harvard University Press, 1959). Skupaj z Ronoldom Wyethom Percivalom Kingom.
- The two-dimensional Ising model (Harvard University Press, 1973). Skupaj z Barryjem M. McCoyem
- Expanding Protons: Scattering at High Energies (MIT Press, 1987). Skupaj s Hungom Chengom
- The Ubiquitous Photon: Helicity Methods for QED and QCD (Oxford University Press, 1990). Skupaj z Raymondom Gastmansom
- Lateral Electromagnetic Waves: Theory and Applications to Communications, Geophysical Exploration, and Remote Sensing (Springer-Verlag, 1992). Skupaj z Ronoldom Wyethom Percivalom Kingom in Margaret Owens